# La Rivière-Drugeon
La Rivière-Drugeon és un municipi francès situat al departament del Doubs i a la regió de Borgonya - Franc Comtat. L'any 2007 tenia 750 habitants.

## Demografia

### Població
El 2007 la població de fet de La Rivière-Drugeon era de 750 persones. Hi havia 281 famílies de les quals 65 eren unipersonals (23 homes vivint sols i 42 dones vivint soles), 87 parelles sense fills, 114 parelles amb fills i 15 famílies monoparentals amb fills.
La població ha evolucionat segons el següent gràfic:
Habitants censats

### Habitatges
El 2007 hi havia 320 habitatges, 288 eren l'habitatge principal de la família, 12 eren segones residències i 20 estaven desocupats. 274 eren cases i 46 eren apartaments. Dels 288 habitatges principals, 241 estaven ocupats pels seus propietaris, 37 estaven llogats i ocupats pels llogaters i 10 estaven cedits a títol gratuït; 6 tenien dues cambres, 31 en tenien tres, 48 en tenien quatre i 203 en tenien cinc o més. 252 habitatges disposaven pel capbaix d'una plaça de pàrquing. A 104 habitatges hi havia un automòbil i a 153 n'hi havia dos o més.

### Piràmide de població
La piràmide de població per edats i sexe el 2009 era:
| Homes | Edats   | Dones |
| ----- | ------- | ----- |
| 0     | 95 o +  | 0     |
| 0     | 90 a 94 | 0     |
| 0     | 85 a 89 | 0     |
| 4     | 80 a 84 | 12    |
| 12    | 75 a 79 | 32    |
| 16    | 70 a 74 | 4     |
| 16    | 65 a 69 | 20    |
| 12    | 60 a 64 | 24    |
| 12    | 55 a 59 | 12    |
| 8     | 50 a 54 | 8     |
| 20    | 45 a 49 | 16    |
| 40    | 40 a 44 | 32    |
| 32    | 35 a 39 | 36    |
| 24    | 30 a 34 | 20    |
| 12    | 25 a 29 | 16    |
| 16    | 20 a 24 | 20    |
| 28    | 15 a 19 | 32    |
| 32    | 10 a 14 | 36    |
| 32    | 5 a 9   | 24    |
| 12    | 0 a 4   | 12    |

## Economia
El 2007 la població en edat de treballar era de 472 persones, 388 eren actives i 84 eren inactives. De les 388 persones actives 359 estaven ocupades (190 homes i 169 dones) i 29 estaven aturades (12 homes i 17 dones). De les 84 persones inactives 27 estaven jubilades, 46 estaven estudiant i 11 estaven classificades com a «altres inactius».

### Ingressos
El 2009 a La Rivière-Drugeon hi havia 303 unitats fiscals que integraven 813 persones, la mediana anual d'ingressos fiscals per persona era de 18.664 €.

### Activitats econòmiques
Dels 28 establiments que hi havia el 2007, 3 eren d'empreses alimentàries, 2 d'empreses de fabricació d'altres productes industrials, 7 d'empreses de construcció, 5 d'empreses de comerç i reparació d'automòbils, 1 d'una empresa de transport, 2 d'empreses d'hostatgeria i restauració, 1 d'una empresa financera, 1 d'una empresa immobiliària, 2 d'empreses de serveis, 3 d'entitats de l'administració pública i 1 d'una empresa classificada com a «altres activitats de serveis».
Dels 11 establiments de servei als particulars que hi havia el 2009, 1 era una oficina de correu, 2 paletes, 2 fusteries, 2 lampisteries, 1 electricista, 1 perruqueria i 2 restaurants.
Dels 4 establiments comercials que hi havia el 2009, 1 era un supermercat, 1 una botiga de més de 120 m², 1 una botiga de menys de 120 m² i 1 una peixateria.
L'any 2000 a La Rivière-Drugeon hi havia 12 explotacions agrícoles.

## Equipaments sanitaris i escolars
El 2009 hi havia una escola elemental.

## Poblacions més properes
El següent diagrama mostra les poblacions més properes.